# Frank Welker
Franklin Wendell "Frank" Welker (Denver, 12 de marzo de 1946) es un actor estadounidense que se especializa en voces de personajes animados. Ha interpretado, entre otros, a Fred Jones de Scooby Doo, a Ray Stantz y Pegajoso, de la serie de televisión The Real Ghostbusters y a Megatron, de Transformers. Famoso también por su grito (Imitando al de los gatos) que se ha podido escucharse desde 1993 en más de 850 películas y series.
En 2016 recibió un Emmy, en honor a sus logros de toda la vida.

## Filmografía
- 2021 - Tom y Jerry - Tom y Jerry
- 2020 - ¡Scooby! - Scooby-Doo[1]
- 2019 - Aladdin - Abu, Cueva de las maravillas
- 2017 - Transformers: el último caballero - Megatron
- 2014 - Transformers: la era de la extinción - Galvatron
- 2012 - Madagascar 3: Europe's Most Wanted (voz)
- 2011 - Transformers: el lado oscuro de la luna - Soundwave, Shockwave, Barricade
  - Kung Fu Panda 2 - aullidos de lobos y aullidos jefe lobo
- 2010 - Jorge el curioso 2: Sigue a ese mono - Jorge
- 2009 - Transformers: la venganza de los caídos - Soundwave, Devastator, Grindor.
  - Ice Age: Dawn of the Dinosaurs - Rudy
- 2008 - Kung Fu Panda - Tai Lung rugidos
- 2006
  - The Ant Bully (voz)
  - Jorge el curioso
  - Leroy & Stitch
- 2004 - New York Minute
  - 2004 - Mulan 2
- 2003 - Atlantis: El regreso de Milo
  - Simbad: La leyenda de los siete mares
- 2002
  - The Powerpuff Girls Movie
  - Return to Never Land
  - El jorobado de Notre Dame 2
- 2000
  - El Grinch
  - La sirenita 2: regreso al mar
  - The Road to El Dorado
  - La película de Tigger
- 1998
  - Mulan (voz)
  - La espada mágica (voz)
  - Pocahontas II (voz)
- 1997 - Spawn - Malebolgia (voz)
- 1996 - El jorobado de Notre Dame (voz)
  - Aladdin and the King of Thieves (voz)
- 1995
  - Jumanji (voz)
  - Pocahontas (voz)
  - Mortal Kombat (voz)
- 1994
  - The Santa Clause (voz)
  - El retorno de Jafar (voz)
  - El rey león (voz)
- 1992 - Aladdín (voz)
- 1990 - The Rescuers Down Under (voz)
- 1988 - The Land Before Time (voz)
- 1986 - Transformers: la película (voz de Soundwave, Megatron, Rumble, Frenzy, Wheelie, Junkion)

## Series de televisión
- 2004
  - Demonio Con Carne y Compañía (voz)
  - Las aventuras de Jimmy Neutron (voz)
  - Megas XLR (voz)
- 2003 - Las Chicas Superpoderosas (voz)
- 2002
  - ¿Qué hay de nuevo, Scooby-Doo? (voz)
  - Totally Spies! (voz)
  - KND: Los Chicos del Barrio (voz)
- 2000
  - Buzz Lightyear (voz)
  - Martial Law
- 1999
  - Padre de familia (voz)
  - Futurama (voz)
  - La banda del patio (voz)
  - South Park (voz)
- 1998 - Star Trek: Voyager
- 1997 - Los Simpson (voz en el episodio The Canine Mutiny)
- 1994 - 1997 Gargoyles voz de Bronx
- 1994 - Aladdín (voz)
- 1993-1994 Swat Kats: The Radical Squadron (voz del Dr. Viper, otros.)
- 1990–1995 Tiny Toons voz de Furrball/Gogo Dodo y voces adicionales
- 1990 - The Adventures of Super Mario Bros. 3 (voz)
- 1990 - Tom & Jerry Kids (voz)
- 1988 - Garfield y sus amigos (voz)
- 1984-1987- Transformers (voz de Megatron y Galvatron)
- 1980-1984- Las aventuras de Ricky Ricón (voz de Dólar)
- 1979-1980 - Colmillo, el lobo solitario (voz de Colmillo y Colmillito)

## Videojuegos
- 2005 - Kingdom Hearts II
- 1997 - ClayFighter 63⅓